# Standard Chartered Pakistan
 (juin 2015).
Si vous disposez d'ouvrages ou d'articles de référence ou si vous connaissez des sites web de qualité traitant du thème abordé ici, merci de compléter l'article en donnant les références utiles à sa vérifiabilité et en les liant à la section « Notes et références ».

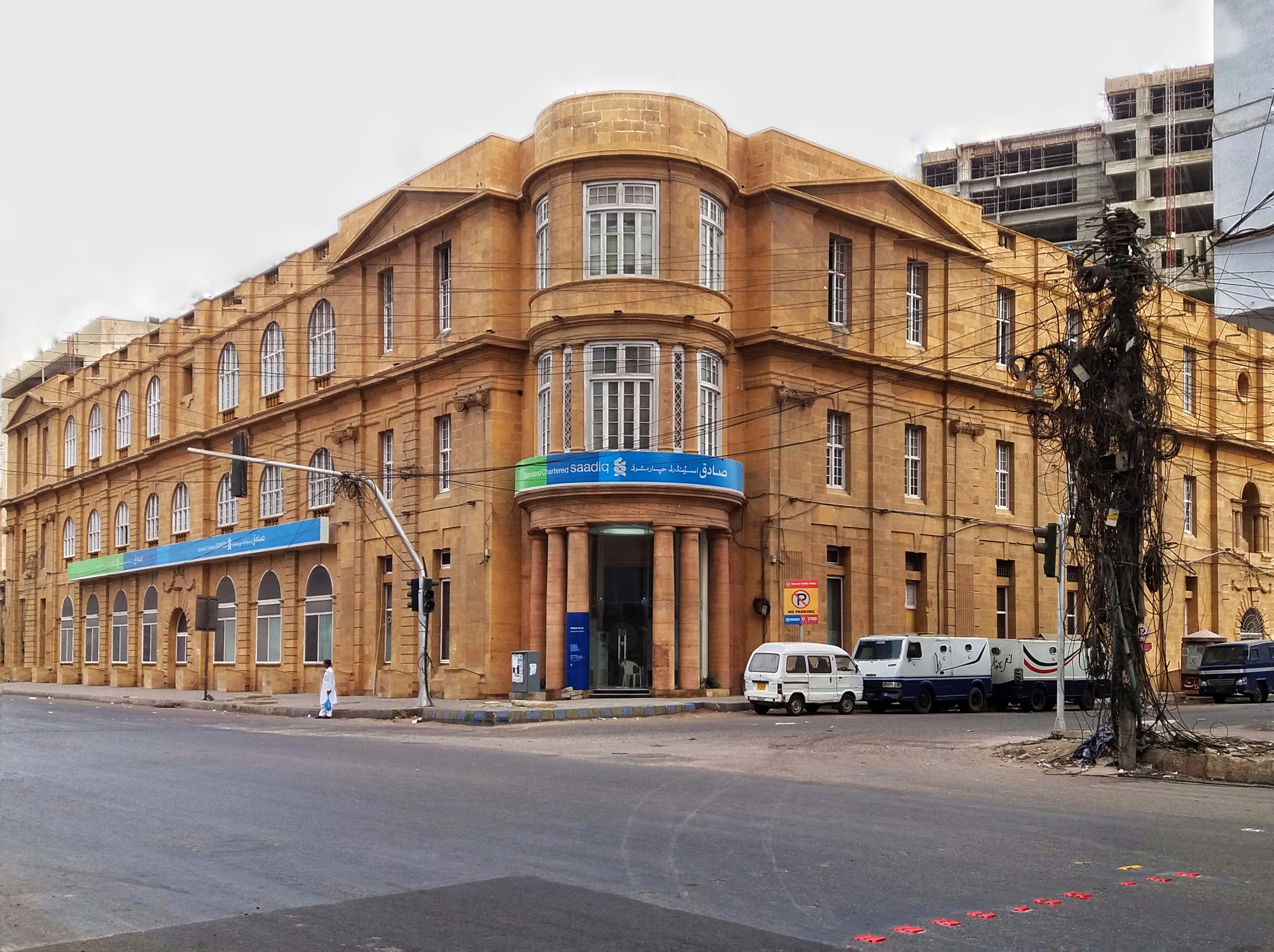
Bâtiment de la Standard Chartered Bank, Karachi

Standard Chartered Pakistan (officiellement Standard Chartered Bank (Pakistan) Limited) est une société de services bancaires et financiers au Pakistan et une filiale en propriété exclusive de Standard Chartered.
Il est la plus ancienne et la plus grande banque commerciale étrangère du Pakistan. Elle emploie plus de 9000 personnes dans ses 162 succursales au Pakistan.